# جيرونيمو رولي
جيرونيمو رولي (بالإسبانية: Gerónimo Rulli؛ المولود 20 مايو 1992) هو لاعب كرة قدم أرجنتيني يلعب حالياً مع نادي اياكس الهولندي كحارس مرمى.
سبق له اللعب مع إستوديانتيس دي لا بلاتا في الأرجنتين وريال سوسيداد وفياريال في إسبانيا.

## مسيرته الكروية
لعب جيرونيمو رولي خلال مسيرته الاحترافية مع 3 أندية في تسعة مواسم ولم يسجل خلالها أي هدف ضمن 224 مباراة. ولم يفز بأي موسم بالكأس أو بالدوري.
خاض جيرونيمو رولي مسيرته مع نادي إستوديانتيس دي لا بلاتا في موسم 2011–12 واستمر معه طيلة ثلاثة مواسم، مشاركًا في 50 مباراة ولم يسجل أي هدف. ثم انتقل إلى نادي ريال سوسيداد في موسم 2014–15 ليلعب معه خمسة مواسم، حيث شارك في 149 مباراة ولم يسجل أي هدف أيضًا. لينتقل بعدها إلى نادي مونبلييه في موسم 2019–20 لمدة موسم واحد، مشاركًا في 25 مباراة ولم يسجل أي هدف أيضًا.

### فياريال
وقع رولي عقدًا مدته أربع سنوات مع نادي فياريال الإسباني يوم 4 سبتمبر 2020.

## روابط خارجية
- جيرونيمو رولي على موقع الاتحاد الأوربي (الإنجليزية)
- جيرونيمو رولي على موقع إي إس بي إن إف سي (الإنجليزية)
- جيرونيمو رولي على موقع قاعدة بيانات كرة القدم.إي يو (الإنجليزية)
- جيرونيمو رولي على موقع ليكيب (الفرنسية)
- جيرونيمو رولي على موقع ناشيونال فوتبول تيمز (الإنجليزية)
- جيرونيمو رولي على موقع Soccerbase.com (لاعب) (الإنجليزية)
- جيرونيمو رولي على موقع Soccerway.com (الإنجليزية)
- جيرونيمو رولي على موقع عالم كرة القدم.نت (الإنجليزية)
- جيرونيمو رولي على موقع اللجنة الأولمبية الدولية (الإنجليزية)
- جيرونيمو رولي على موقع أوليمبيديا (الإنجليزية)